# Коефіцієнт ціна/прибуток
Коефіцієнт ціна/прибуток або коефіцієнт "кратне прибутку" (англ. PE ratio, P/E, earnings multiple) — фінансовий показник, рівний відношенню ринкової капіталізації компанії до її річного прибутку.
Коефіцієнт ціна/прибуток є одним з основних показників, що застосовуються для порівняльної оцінки інвестиційної привабливості акціонерних компаній. Малі значення коефіцієнта сигналізують про недооціненість даної компанії, більші — про переоціненніть. Істотним недоліком P/E є те, що він не може застосовуватися для компанії, що показала в бухгалтерському балансі збитки, оскільки вартість компанії при такому підході буде відємною.

## Розрахунок коефіцієнта ціна/прибуток
Коефіцієнт ціна/прибуток розраховується за формулою:
{\displaystyle P/E={\frac {P}{EPS}}},
де: {\displaystyle P} — ціна акції, {\displaystyle EPS} — прибуток на акцію.

## Застосування
Коефіцієнт ціна/прибуток виражає ринкову вартість одиниці прибутку компанії, що дозволяє проводити порівняльну оцінку інвестиційної привабливості компаній. Менше значення коефіцієнта сигналізує про те, що прибуток даної компанії оцінюється на ринку дешевше, ніж прибуток тієї компанії, для якої коефіцієнт більший. При цьому необхідно враховувати, що порівняння коефіцієнтів для компаній, що належать різним ринкам або різним сегментам ринку, не має великого сенсу — прибуток міг бути обчислений на основі різних методик (у різних країнах), в ціну акцій могли бути закладені різні очікування зростання (на різних сегментах ринку).
Користуючись коефіцієнтом ціна/прибуток при ухваленні інвестиційних рішень слід пам'ятати, що його точність залежить від точності обчислення прибутку на акцію, яка є бухгалтерською величиною, якою часто маніпулюють. Наприклад, Гафуров намагається відмовити в праві на когнітивну значущість показнику P/E через те, що, на його думку, Е - прибуток в цій формулі є показником, "залежним від моментної кон'юнктури підприємства, від волі бухгалтера", в жартівливій формі повторюючи приказку "якщо у підприємства є прибуток, то означає, у нього поганий бухгалтер, а в деяких інших ситуаціях (наприклад, при первинному розміщенні акцій) підприємству, навпаки, вигідно прибуток показати".
У оцінці і корпоративних фінансах існує зворотне застосування P/E, коли для непублічної, неторгуємой на ринку компанії її вартість (P) оцінюється через множення її прибутку (Е) на середнє для галузі, сектора, регіону, індексу значення P/Е.